# ESV Eintracht Cuxhaven
Der ESV Eintracht Cuxhaven (offiziell: Eisenbahner Sport-Verein Eintracht Cuxhaven e. V.) war ein Sportverein aus Cuxhaven. Die erste Fußballmannschaft spielte ein Jahr in der höchsten niedersächsischen Amateurliga.

## Geschichte
Der Verein geht auf die am 14. März 1909 gegründete Freie Turnerschaft Cuxhaven zurück. Ein Jahr später wurde die Fußballabteilung gegründet, die im Spielbetrieb des Arbeiter-Turn- und Sportbund aktiv war. Mit der Machtübernahme der Nationalsozialisten im Jahre 1933 wurde die Freie Turnerschaft verboten. Nach dem Ende des Zweiten Weltkrieges gründeten ehemalige Mitglieder der Freien Turnerschaft zusammen mit dem SV Nordsee Cuxhaven den VfL Cuxhaven. Im Jahre 1949 fusionierte dieser mit der Schwimm- und Sportgemeinschaft Cuxhaven zum ESV Eintracht Cuxhaven. Im Jahre 1990 fusionierte die Eintracht mit dem CSV und dem Brockeswalder SV zu Rot-Weiss Cuxhaven. Insbesondere Eintracht-Präsident Rudi Heinisch trieb diese Fusion voran, mit der jedoch nicht alle Eintracht-Mitglieder einverstanden waren.

### Nachkriegszeit (1946 bis 1959)
Im Frühjahr 1946 musste der VfL ein Entscheidungsspiel um einen Platz in der Oberliga Niedersachsen-Nord gegen den Lokalrivalen Cuxhavener SV austragen, welches der CSV mit 6:1 für sich entscheiden konnte. Vier Jahre später gehörte die mittlerweile Eintracht genannte Mannschaft zu den Gründungsmitgliedern der Amateurliga Stade. In der Saison 1955/56 wurde die Mannschaft zwar abgeschlagen Letzter, verblieb jedoch einer Ligaaufstockung und durch den Wechsel des ATSV Nienburg und des Delmenhorster BV in andere Staffeln in der Liga. Schon zwei Jahre später sicherte sich die Mannschaft die Meisterschaft, scheiterte aber in der Aufstiegsrunde am SSV Delmenhorst und TuRa Grönenberg Melle. Ein Jahr später sicherte sich die Eintracht erneut die Meisterschaft und beendete die Aufstiegsrunde punktgleich mit dem TuS Einswarden. Das fällige Entscheidungsspiel gewannen die Cuxhavener mit 3:1. Da Lokalrivale CSV gleichzeitig aus der Amateuroberliga-Niedersachsen-West abstieg, war die Eintracht zur Nummer eins der Stadt geworden. 

### Von der Amateuroberliga in die Kreisliga (1959 bis 1968)
Die Amateuroberliga erwies sich als eine Nummer zu groß für die Eintracht. Da der eigene Jahnplatz nicht tauglich für die Liga war und ausgebaut werden musste, spielte die Eintracht die ersten Heimspiele in der CSV-Kampfbahn. Darüber hinaus war die Mannschaft von vielen Verletzungen heimgesucht worden, so dass im Saisonverlauf 33 Spieler eingesetzt werden mussten. Mit 6:54 Punkten wurde die Eintracht abgeschlagen Letzter der Saison 1959/60. Im Jahre 1963 wurde die Eintracht mit drei Punkten Rückstand auf den CSV Vizemeister. Ein Jahr später qualifizierte sich die Mannschaft für die neu geschaffene Verbandsliga Nord. In der Saison 1965/66 stürzte die Eintracht in eine Krise. Mit 4:56 Punkten und 130 Gegentoren stieg die Mannschaft aus der Verbandsliga Nord ab. Da zudem der Jahnsportplatz renoviert wurde, trug die Eintracht ihre Heimspiele auf dem Sportplatz am Strichweg aus, was dem Verein zahlreiche Zuschauer kostete. Zwei weitere Abstiege in Folge bugsierten die Mannschaft im Jahre 1968 in die Kreisliga Land Hadeln/Cuxhaven, wo die Eintracht auf seine eigene Reservemannschaft traf. 

### Neuaufbau und Fusion (1968 bis 1990)
Der Verein setzte in den kommenden Jahren verstärkt auf den eigenen Nachwuchs und schaffte bereits 1970 den Wiederaufstieg in die Bezirksklasse. Zwei Jahre später gelang der Aufstieg in die Bezirksliga. Dort wurde die Eintracht im Jahre 1975 Vizemeister hinter dem Lokalrivalen Cuxhavener SV. Im Jahre 1980 stieg die Eintracht wieder aus der Bezirksliga ab und musste zwei Jahre später den Gang in die Kreisliga antreten. Den sportlichen Tiefpunkt erreichte der Verein im Jahre 1985, als die Mannschaft in die 1. Kreisklasse abstieg. Nach dem direkten Wiederaufstieg wurde die Eintracht 1987 Vizemeister hinter Rot-Weiß Köhlen und setzte sich in den anschließenden Entscheidungsspielen gegen den MTV Himmelpforten. Mit diesem zweiten Aufstieg in Folge war die Eintracht wieder in der Bezirksklasse, wo sie bis zur Fusion im Jahre 1990 spielte.

## Erfolge
- Meister der Amateurliga Stade: 1958, 1959

## Persönlichkeiten
- Andreas Brandts, später Bundesligaspieler bei Borussia Mönchengladbach
- Bernd Hägermann, später Zweitligaspieler beim SV Arminia Hannover und dem FC St. Pauli

## Nachfolgevereine

### FC Eintracht Cuxhaven
Auch wenn sich die Führung des ESV Eintracht Cuxhaven am stärksten für die Fusion zu Rot-Weiss Cuxhaven einsetzte, waren nicht alle Mitglieder damit zufrieden. Am 17. Februar 2001 gründete Rudi Heinisch, damals einer der drei Vorsitzenden von Rot-Weiss, mit dem FC Eintracht Cuxhaven ein Nachfolgeverein. Der FC Eintracht ist ein reiner Fußballverein, der sich auf dem Jahnplatz niederließ. 
Drei Aufstiege in Folge brachten die neue Eintracht im Jahre 2004 in die 1. Kreisklasse. Ein Jahr später wurde die Eintracht Vizemeister hinter dem SV Spieka und verpasste damit den vierten Aufstieg in Folge nur knapp. Im Jahre 2008 gelang der Aufstieg in die Kreisliga, dem zwei Jahre später der Sprung in die Bezirksliga Lüneburg 4 folgte. Im Jahre 2012 stieg der FC Eintracht in die Landesliga Lüneburg auf und wurde dort in der Saison 2013/14 Dritter. Es folgten drei weitere Jahre in der oberen Tabellenhälfte, ehe die Eintracht im Jahre 2018 wieder in die Bezirksliga absteigen musste. Vier Jahre später wurde die Mannschaft dort Vizemeister hinter dem Lokalrivalen Rot-Weiss. 2023 folgte eine erneute Vizemeisterschaft, dieses Mal hinter dem MTV Hammah.

### FC Cuxhaven
Nachdem sich im Frühjahr Gespräche mit Rot-Weiß Cuxhaven über eine erneute Fusion zerschlugen, fusionierte die Eintracht im Mai 2023 mit der Fußballabteilung des Grodener SV zum FC Cuxhaven. Der FC Cuxhaven startete in der Landesliga und musste gleich in seiner ersten Saison in die Bezirksliga absteigen.